# Thymoites corus
Thymoites corus är en spindelart som först beskrevs av Claude Lévi 1959.  Thymoites corus ingår i släktet Thymoites och familjen klotspindlar. Inga underarter finns listade i Catalogue of Life.